# HMS Conquest (1915)
«Конквест» (англ. HMS Conquest (1915) — військовий корабель, легкий крейсер типу «C» підкласу «Керолайн» Королівського військово-морського флоту Великої Британії часів Першої світової війни.

## Історія створення
Крейсер «Конквест» був закладений 3 березня 1914 року на верфі компанії Chatham Dockyard у Чатемі. 20 січня 1915 року спущений на воду, а у червні 1915 року увійшов до складу Королівських ВМС Великої Британії.

## Історія служби
У червні 1915 року «Конквест» увійшов до 5-ї ескадри легких крейсерів Королівського флоту, яка діяла в Північному морі для охорони східних підходів до Дуврської протоки та Ла-Маншу. У серпні 1915 року він був серед кораблів, які брали участь у переслідуванні допоміжного крейсера Імперського флоту Німеччини «Метеор» у Північному морі, внаслідок чого «Метеор» затонув 9 серпня 1915 року. Він прикривав сили, які 24 березня 1916 року здійснили наліт гідролітаків Королівської військово-морської авіації на ангари дирижаблів німецького флоту в Тендері, на півночі Німеччини. Під час Лоустофтського рейду — німецького військово-морського бомбардування Ярмута і Лоустофта — 25 квітня 1916 року німецькі крейсери відкрили вогонь по «Конквесту», і він зазнав влучення 12-дюймового (305-мм) снаряда, який знищив його антену, вбив 25 і поранив 13 членів екіпажу, але був здатний підтримувати швидкість 20 вузлів.
«Конквест» був відправлений на ремонт, по завершенню якого разом з більшістю інших кораблів сил Гариджа і Великого флоту здійснив рейд у серпні 1916 року в безуспішній спробі змусити німецький Флот відкритого моря діяти в Північному морі. Крейсер вів вогонь по дирижаблю німецького флоту L 13, але не зміг збити дирижабль. 5 червня 1917 року разом з легкими крейсерами «Кентербері» та «Кентавр» потопив німецький міноносець S20 у Північному морі біля мілини Схувен поблизу Зебрюгге, під час рейду Королівського флоту на Остенде, Бельгія. Він був пошкоджений внаслідок підриву на міні в липні 1918 року і 13 липня 1918 року був виведений з експлуатації для ремонту, який тривав до кінця Першої світової війни і до квітня 1919 року.